# Elani cuaforcat
L'elani cuaforcat (Chelictinia riocourii), és un ocell rapinyaire de la família dels accipítrids (Accipitridae i única espècie del gènere Chelictinia Lesson, 1843. Habita als espais oberts d'Àfrica subsahariana, sobretot al nord de l'equador. El seu estat de conservació es considera vulnerable.

## Descripció
És una espècie de milà petit i prim de color gris i blanc, d'uns 30 cm de longitud i una envergadura d'uns 78 cm, amb un bec relativament dèbil, un cap ample, una ales llargues i punxegudes i una cua profundament bifurcada. Generalment els adults són de color gris pàl·lid per la part superior i blanc per la part inferior, amb el front de color blanc i una taca negra al voltant dels ulls. Durant el vol, les plomes de vol de color grisós fosc contrasten amb les vores internes de les ales. També tenen una clara barra de color negre a través del carp. Els exemplars més joves són més foscos a l'esquena i un color crema per la part inferior. Els ulls quan són adults són de color vermell.
El seu vol és semblant al d'una oreneta i acostuma a flotar a l'aire com un xoriguer.

## Taxonomia
El nom genèric chelictinia possiblement deriva del grec χελιδών o χελιδονι (chelidon), oreneta, juntament amb ικτινοσ (iktinos), estel. L'epítet específic riocourii, és en nom del Compte Rioucour Antoine François du Bois, primer president de la Cort Reial de Nancy i posseïdor d'una gran col·lecció d'aus.
És l'única espècie del seu gènere, i no se n'han descrit subespècies.

## Distribució i hàbitat
Aquesta espècie habita a la sabanes africanes i zones de cultiu en una banda entre els 8º i 15º de latitud nord, estenent-se des del Senegal fins a costa occidental fins al Sudan, a l'est. També es troben poblacions a Etiòpia i Kenya. Se'l pot trobar a molts països com: Benín, Burkina Faso, Camerun, el Txad, Costa d'Ivori, Djibouti, Eritrea, Etiòpia, Gàmbia, Ghana, Kenya, Libèria, Mali, Mauritània, Níger, Nigèria, República Centreafricana, Senegal, Somàlia, el Sudan, Togo i Uganda. També s'han trobat alguns exemplars al Iemen.

## Comportament
S'alimenten principalment d'insectes, però també d'alguns petits vertebrats com rosegadors, serps i artròpodes. Es col·loca en arbres en petits grups i s'hi està la major part del dia. S'eleva i dona voltes sobre el terra entre 20 i 100 metres, girant contínuament o balancejant-se immòbil en contra el vent ajudant-se obrint la cua amplament.
Es reprodueix en colònies de fins a 20 parelles, tot i que ho fan com a parelles individuals, principalment des del mes de maig fins a l'agost. Fan els nius amb pals que construeixen sobre les acàcies o en arbustos espinosos entre 2 i 8 metres del terra i sol estar a prop d'un altre niu d'una gran au rapinyaire com un secretari o alguna àguila marcenca.

## Estat de conservació
Tot i que la seva població s'estima entre els 5.000 i els 25.000 exemplars, es creu que l'ús de pesticides en la lluita contra les plagues de llagostes, està afectant la població fent-la disminuir lleugerament.